# M83 (galaxie)
Pour les articles homonymes, voir M83.

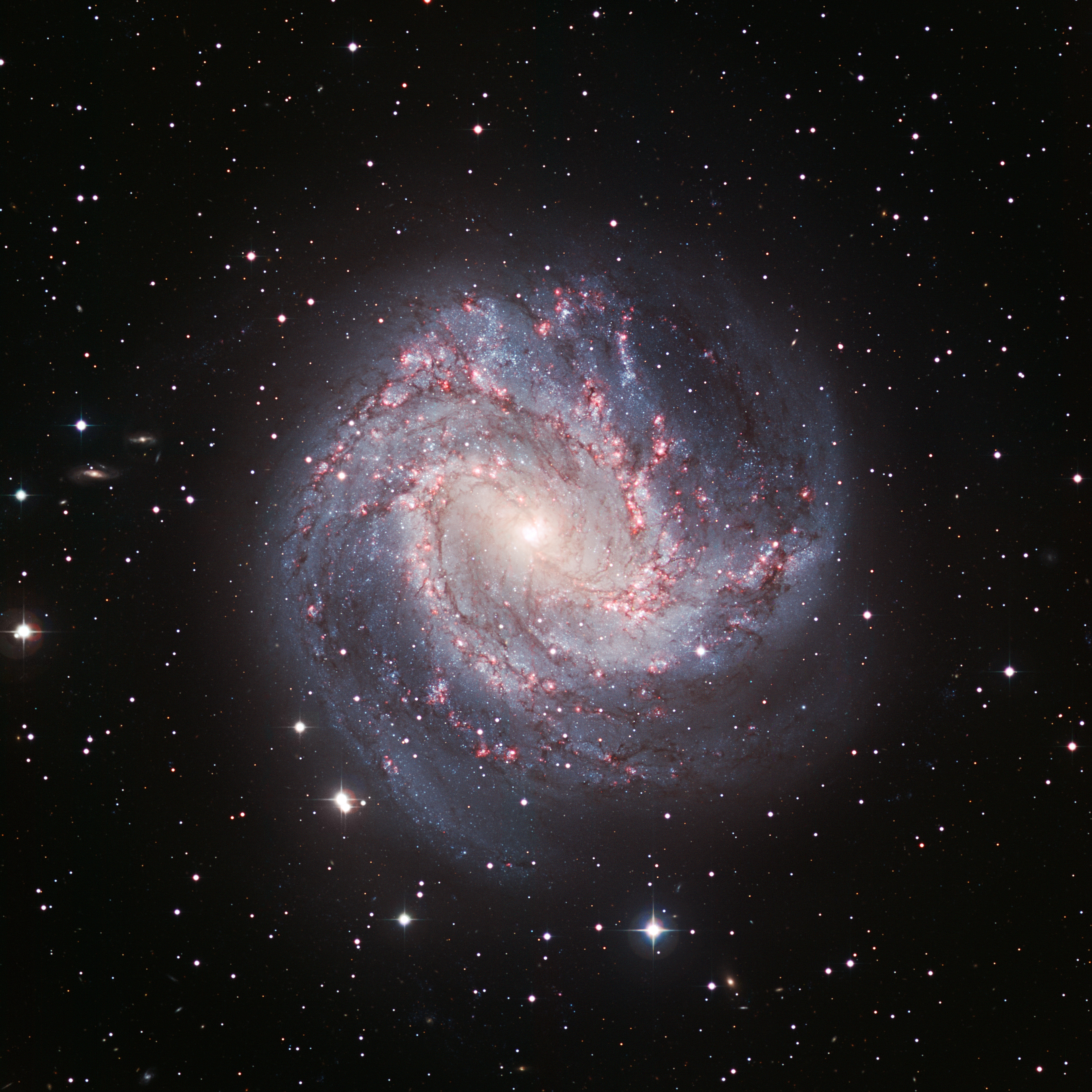
M83 capté à l'observatoire de La Silla (Observatoire européen austral (ESO).

M83 (NGC 5236) est une galaxie spirale intermédiaire relativement rapprochée et située dans la constellation de l'Hydre. Elle a été découverte par l'astronome français Nicolas-Louis de Lacaille en 1752.

## Histoire
C'est l'astronome français Nicolas-Louis de Lacaille qui a découvert M83 le 23 février 1752 à l'observatoire royal du cap de Bonne-Espérance. M83 a été la première galaxie découverte au-delà du Groupe local et la troisième de toutes les galaxies après M31 et M32. Par la suite, Charles Messier a observé cette galaxie et il l'a évidemment inscrit le 17 février 1781 à son célèbre catalogue des objets diffus à ne pas confondre avec une comète.
De nombreux astronomes ont par la suite observé M83, William Herschel le 15 mars 1787, James Dunlop le 29 avril 1826, John Herschel le 5 mars 1834 et William Lassell en mai 1862.

## Caractéristiques
La classe de luminosité de M83 est III et elle présente une large raie HI. Elle renferme également des régions d'hydrogène ionisé. M83 présente également un jet d'ondes radio et c'est une radiogalaxie à spectre continu (Flat-Spectrum Radio Source) et c'est une galaxie à sursaut de formation d'étoiles. La luminosité de M83 (NGC 5236) dans l'infrarouge lointain (de 40 à 400 µm) est égale à 8,71 × 109 {\displaystyle L_{\odot }} (109,94{\displaystyle L_{\odot }}) et sa luminosité totale dans l'infrarouge (de 8 à 1 000 µm) est de 1,26 × 1010 {\displaystyle L_{\odot }} (1010,1{\displaystyle L_{\odot }}).

## Distance de M83
Sa vitesse par rapport au fond diffus cosmologique est de 793 ± 20 km/s, ce qui correspond à une distance de Hubble de 11,70 ± 0,87 Mpc (∼38,2 millions d'al), une distance qui n'est pas réellement la sienne. Cependant, M83 est une galaxie rapprochée du Groupe local et souvent pour ce genre de galaxie, leur vitesse propre est importante par rapport à la vitesse de récession produite par l'expansion de l'Univers. On peut se fier à la loi de Hubble-Lemaître pour calculer la distance d'une galaxie lointaine à partir du décalage vers le rouge, mais ce n'est pas le cas pour les galaxies trop rapprochées. Cependant, à ce jour, une vingtaine de mesures non basées sur le décalage vers le rouge (redshift) donnent une distance de 6,510 ± 3,420 Mpc (∼21,2 millions d'al).
Mais dans l'échantillon présenté sur la base de données NASA/IPAC, plusieurs mesures sont basées sur la relation période-luminosité des céphéides de M83 et sur la méthode TRGB (Tip of the Red Giant Branch). Ces deux méthodes donnent des résultats plus précis que les autres. Pour M83, une moyenne des mesures effectuées par ces deux méthodes donne une distance de 4,66 ± 0,07 Mpc (∼15,2 millions d'al).

## Morphologie

M83 par le télescope spatial Hubble.

En raison de sa ressemblance avec M101, la galaxie du Moulinet, on donne parfois le nom de galaxie australe du Moulinet à M83.
M83 a été utilisée par Gérard de Vaucouleurs comme une galaxie de type morphologique SAB(s)c dans son atlas des galaxies,.
M83 est classifié comme une galaxie spirale intermédiaire par plusieurs sources, mais il n'y a pas unanimité. Certains ne voient pas la présence d'une barre au centre de cette galaxie,, alors qu'une autre source la classifie comme une spirale barrée,,. L'image obtenue des données du relevé Pan-STARRS ainsi que celles de l'ESO ne montrent pas clairement la présence d'une barre, ni même celle du télescope spatial Hubble d'ailleurs. La classification de spirale intermédiaire adoptée par la base de données NASA/IPAC et par Gérard de Vaucouleurs semble mieux convenir à cette galaxie que la classification de spirale barrée.
Les images modernes obtenues par les grands télescopes montrent des bras spiraux bien définis parsemés de régions bleues, des amas ouverts de jeunes étoiles bleues, et de régions HII rosâtres, lieux de formation d'étoiles. M83 est qualifié par certains de galaxie spirale de grand style. On peut également distinguer des bandes de poussière dans la région centrale dont la couleur jaunâtre révèle la présence d'étoiles plus vieilles.

### Une région de sursaut de formation d'étoiles

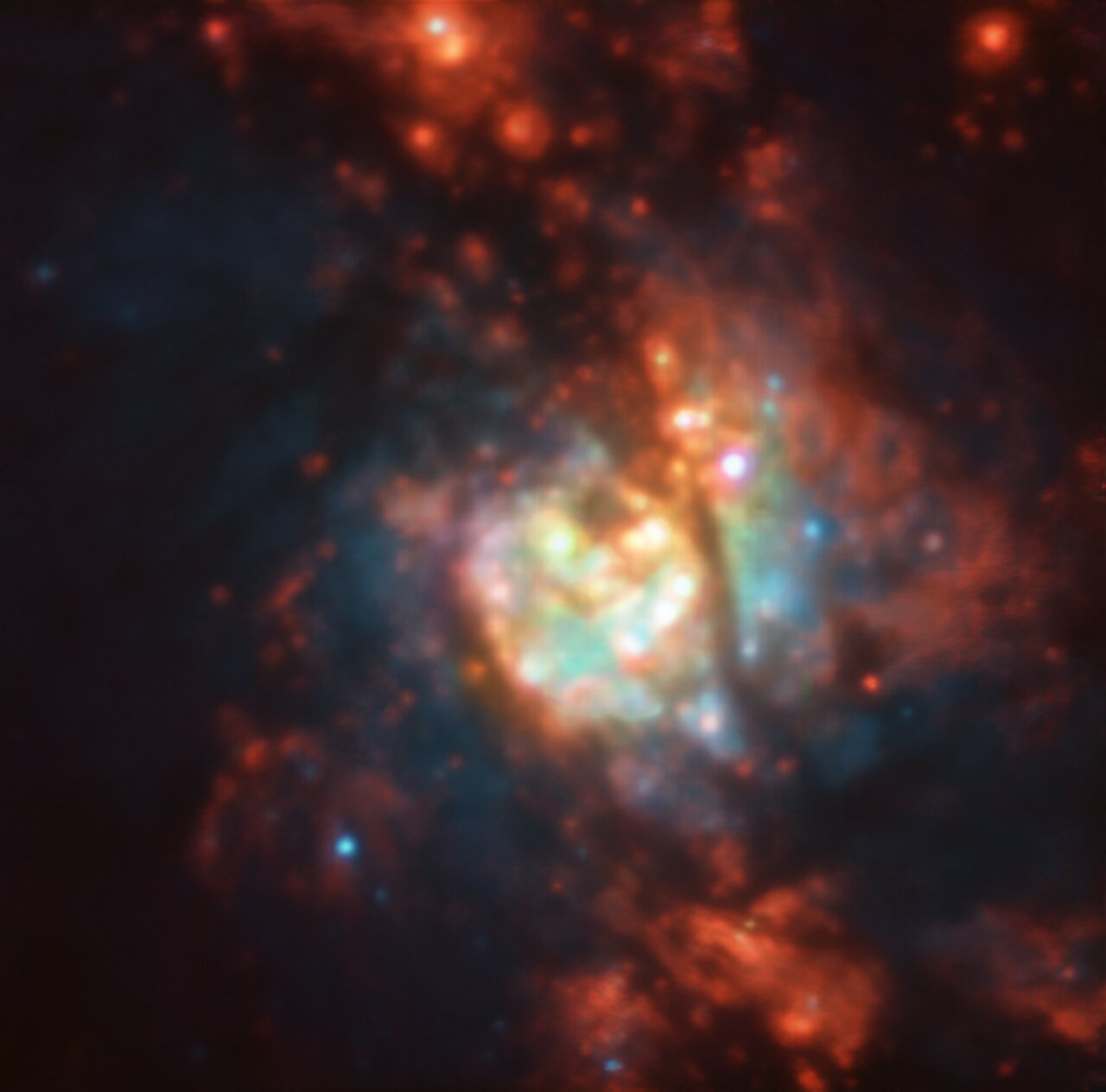
Une pouponnière d'étoiles au cœur de M83.

En 2020, grâce à l'instrument MUSE installé sur le Très Grand Télescope de l'ESO, on a découvert une région de sursaut de formation d'étoiles à peine un peu plus grande que 1,0 minute d'arc au cœur de M83.
Mais, ce n'est pas le seul processus en jeu au centre de cette galaxie. Le trou noir supermassif ingurgite de vastes quantités de matière, trop même, et en même temps il éjecte de grande quantité de matière et d'énergie vers l'extérieur rendant la région de sursaut d'étoiles encore plus désordonnée.  

### Un disque entourant le noyau
Grâce aux observations du télescope spatial Hubble, on a détecté un disque de formation d'étoiles autour du noyau de M83. La taille de son demi-grand axe est estimée à 130 pc (~425 années-lumière).

### Trou noir supermassif
Grâce aux observations dans le domaine des rayons X réalisées par le télescope spatial Chandra, on a découvert la présence d'un trou noir supermassif dans la région centrale de M83.

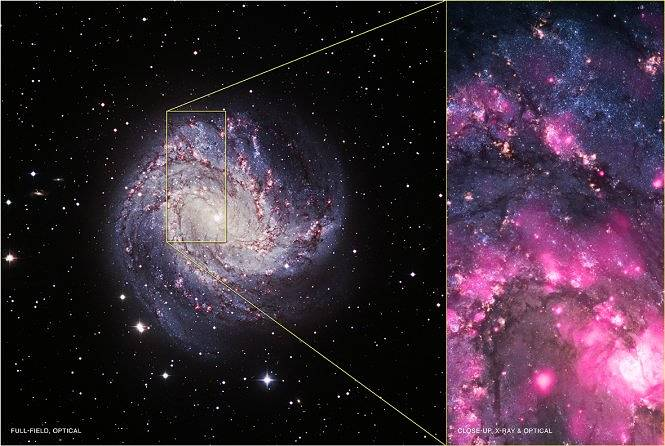
Un trou noir au cœur de M83.

Les observations réalisées par Chandra ont permis de découvrir une puissante explosion produite par la présence d'une trou noir au sein de M83. Les astronomes ont en effet trouvé une nouvelle source X ultralumineuse (ULX, de l'anglais Ultraluminous X-ray source). De telles sources émettent davantage de rayons X que la moyenne des systèmes binaires. Les ULX sont constitués d'une étoile en orbite autour d'une étoile à neutrons ou d'un trou noir.
L'image de gauche provient du Très Grand Télescope et celle de droite montre les données de Chandra en rose ainsi que celle du télescope spatial Hubble en bleu et jaune. L'ULX est situé au bas de cette image composite. Les observations réalisées sur plusieurs années ont montré que l'intensité des rayons X émis par l'ULX a été multipliée parfois par plus de 3000, soit l'une des plus grandes variations observées pour ce type d'objet. Les images dans le visible révèlent une source bleu vif à la même position que l'ULX pendant sa fulgurante augmentation d'intensité, source qui n'était pas là auparavant.
Ces résultats impliquent que le compagnon du trou noir est une étoile géante rouge dont la masse est inférieure à environ quatre fois celle du Soleil. Les astronomes pensent que l'émission optique bleue et brillante observée lors de l'explosion de rayons X provient du disque d'accrétion entourant le trou noir. Les émissions dans le visible de ce disque auraient considérablement augmenté à mesure qu'il obtenait plus de matière de l'étoile compagnon.
Un autre ULX très variable avec une vieille étoile rouge comme compagnon d'un trou noir a été trouvée récemment dans M31. Les nouveaux ULX dans M83 et M31 fournissent des preuves directes d'une population beaucoup plus ancienne de trous noirs que celles généralement considérées comme présentes dans les ULX. Les chercheurs estiment que la masse du trou noir de l'ULX de M83 ULX est comprise entre 40 et 100 fois celle du Soleil. Une masse inférieure d'environ 15 fois la masse du Soleil est aussi possible, mais seulement si l'ULX produit plus de rayons X que prévu par les modèles actuels de la façon dont la matière tombe dans les trous noirs. On a aussi trouvé des preuves que le trou noir de ce système se serait formé à partir d'une étoile étonnamment riche en métaux (éléments plus lourds que l'hélium). Une métallicité élevée augmente le taux de perte de masse des étoiles massives, diminuant ainsi leur masse avant leur effondrement, diminuant ainsi la masse du trou noir résultant. Les modèles théoriques suggèrent qu'avec une teneur élevée en métal, seuls des trous noirs avec des masses inférieures à environ 15 fois celles du Soleil devraient se former. Par conséquent, ces résultats peuvent remettre en cause ces modèles.
La métallicité du progéniteur de ce trou noir n'est cependant pas la seule hypothèse pour l'environnement étonnamment riche en métaux du trou noir. Il se pourrait que le trou noir soit si ancien qu'il se soit formé à une époque où les éléments lourds étaient beaucoup moins abondants dans M83. Son environnement aurait alors été ensemencé par des générations ultérieures de supernovas. Une autre explication toutefois est que la masse de ce trou noir n'est que d'environ 15 fois celle du soleil.

## Supernova
Six supernovas ont été découvertes dans M83 : SN 1923A, SN 1945B, SN 1950B, SN 1957D, SN 1968L et SN 1983N.

### SN 1923A
Cette supernova a été découverte le 5 mai par l'astronome américain Carl Lampland à l'observatoire Lowell. À l'époque, ni la nature des galaxies, ni celle des supernovas n'étaient connues, aussi l'intérêt de cette découverte passa-t-il quelque peu inaperçu. Le type de cette supernova n'a évidemment pas été déterminé.

### SN 1945B
Cette supernova a été découverte le 13 juillet par l'astronome américain William Liller. Le type de cette supernova n'a pas été déterminé.

### SN 1950B
Cette supernova a été découverte le 15 mars par l'astronome mexicain Guillermo Haro. Le type de cette supernova n'a pas été déterminé.

### SN 1957D
Cette supernova a été découverte le 1er décembre par H. S. Gates dans le cadre du programme de recherche de supernova de l'observatoire Palomar. Le type de cette supernova n'a pas été déterminé. 

### SN 1968L
Cette supernova a été découverte le 17 juillet par l'astronome amateur sud-africain Jack Bennett. Cette supernova était de type II.

### SN 1983N
Cette supernova a été découverte le 5 juillet par l'astronome amateur australien Robert Evans. Cette supernova était de type Ib.

## Groupe de M83
M83 est la galaxie la plus brillante d'un petit groupe de galaxies. Selon A. M. Garcia, le groupe de M83 compte au moins quatre membres. Les autres galaxies du groupe sont NGC 5264, IC 4316 et ESO 444-78.

## Culture populaire
Un groupe de musique électronique français se nomme M83 en référence à la galaxie.

## Galerie

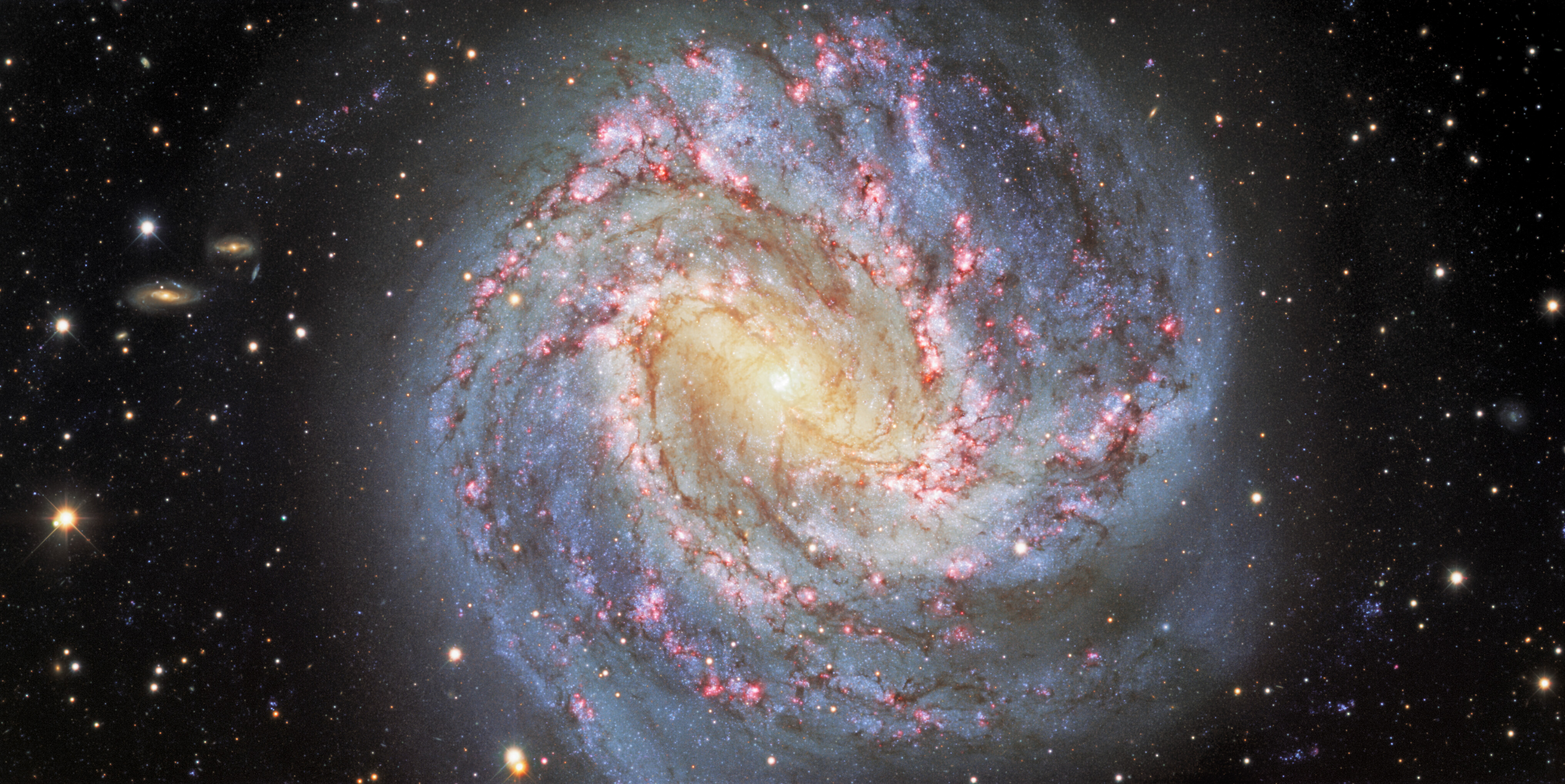
M83 par l'observatoire interaméricain du Cerro Tololo.
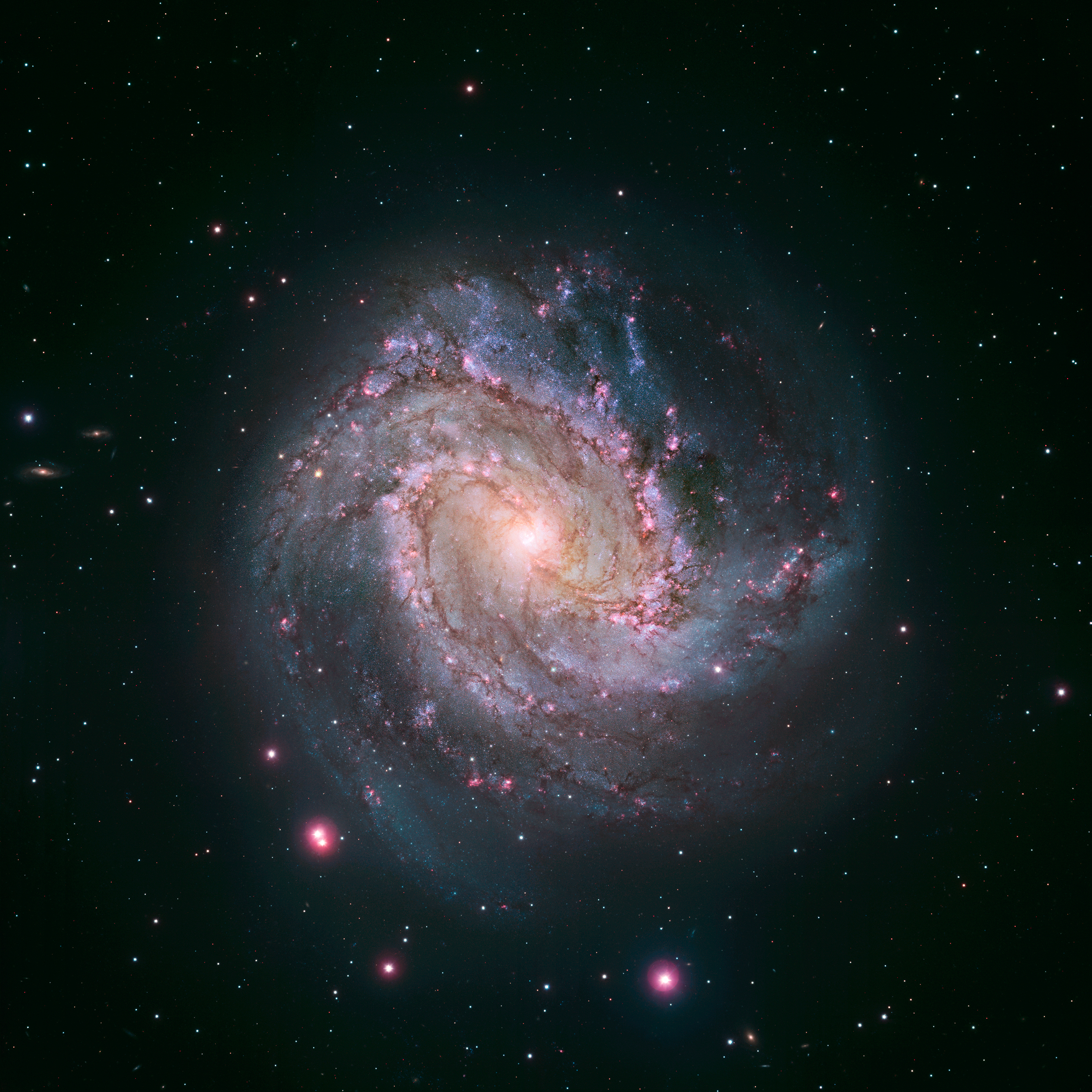
M83 autre image provenant du télescope spatial Hubble.